# Schausia ruspina
Schausia ruspina är en fjärilsart som beskrevs av Aurivillius 1909. Schausia ruspina ingår i släktet Schausia och familjen nattflyn. Inga underarter finns listade.